# Amazing Grace
Pour les articles homonymes, voir Amazing Grace (homonymie).
Amazing Grace est l'un des cantiques chrétiens les plus célèbres dans le monde anglophone. La première publication des paroles date de 1779. Associé à diverses mélodies au fil des années, il est aujourd'hui interprété sur la musique de New Britain.
Le thème de ce cantique évoque la rémission des péchés par la foi en Dieu et sola gratia (d'où le titre, qui peut se traduire en français par « une grâce exceptionnelle »), ce qui renvoie à son écriture par l'ancien négrier John Newton, qui se considère comme un pécheur repenti et sauvé par la grâce divine.
En français, son titre est traduit de différentes façons, dont aucune ne semble s'imposer : Grâce merveilleuse, Grâce confondante, Incroyable pardon, Grâce infinie, Incroyable grâce, Grâce du ciel... C'est généralement le titre anglais qui est maintenu.

## Historique

### Les paroles

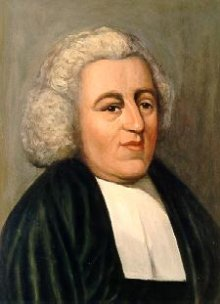
John Newton, négrier converti, auteur des paroles.

Les paroles furent écrites par le prêtre anglican John Newton, probablement en 1760 ou 1761, et publiées par Newton et William Cowper en 1779, dans la collection des Olney Hymns, qui connut un grand succès en Angleterre.
John Newton (1725–1807) était initialement le capitaine d'un navire négrier et était connu pour sa débauche morale. 
Le 10 mai 1748, au cours d'une tempête dans l'Atlantique où son bateau, de retour de l'Afrique vers l'Angleterre faillit couler, il se convertit au christianisme. Après avoir survécu à cette tempête, il devint prêtre anglican en 1764 et se retira du trafic d'esclaves, au point de devenir un militant actif de la cause abolitionniste.
Une grande partie des paroles de ce cantique provient du Nouveau Testament. La première strophe par exemple renvoie à l'histoire du Fils prodigue : dans l'Évangile selon Luc, le père dit de son fils : « il était mort et il est vivant, il était perdu et il est retrouvé. » 
L'histoire de Jésus guérissant un aveugle, qui dit ensuite aux Pharisiens qu'il peut désormais voir, est racontée dans l'Évangile selon Jean.

### La mélodie

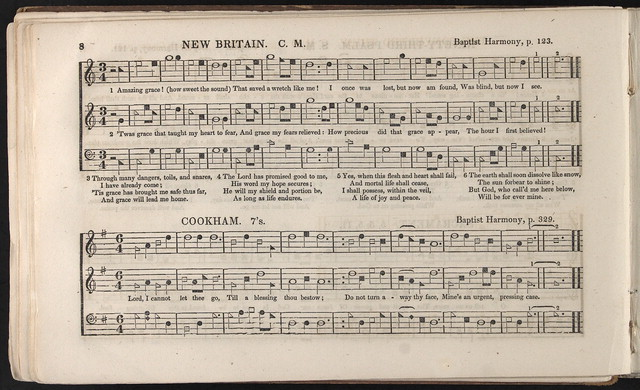
Partition de 1835 due à William Walker

La musique de ce cantique n'a pas été composée par John Newton. Les paroles ont d'abord été chantées sur de nombreux autres airs avant d'être définitivement associées à la mélodie connue et publiée en 1835 sous le nom de New Britain par William Walker (en). Cette mélodie était inspirée de deux airs populaires dont on ignore l'origine exacte (Gallaher et St. Mary), ce qui empêche de la relier avec certitude à une source précise, britannique, celtique ou autre.

### Extension et popularité
La popularité d'Amazing Grace s'étendit aux États-Unis dès la fin du XVIIIe siècle mais c'est dans le contexte du mouvement de renouveau religieux Second Great Awakening au cours du XIXe siècle qu'elle prit une dimension considérable, sans doute encore renforcée par la qualité de l'association des paroles à l'air de New Britain au milieu du siècle.
Postérieurement, le succès de ce cantique s'étendit tout particulièrement aux noirs américains. Il devint même, dans les années 1960, chargé de symboles politiques : la version enregistrée en 1947 par Mahalia Jackson connut ainsi un grand succès, qui se poursuivit pendant les décennies suivantes ; cette version et de nombreuses autres accompagnèrent fréquemment les mouvements de défense des droits civiques, ou encore la lutte contre la guerre du Viêt-Nam. Elle fut aussi jouée au festival de Woodstock en 1969 par Arlo Guthrie. En 2007, le film Amazing Grace commémora le bicentenaire de la loi britannique interdisant la traite négrière (Slave Trade Act de 1807). Le film retrace la vie de William Wilberforce, le membre du Parlement (député) qui fit voter cette loi. C'était un ami de John Newton dont il partageait la foi anglicane.
Amazing Grace est aujourd'hui un élément essentiel de la culture populaire américaine, bien au-delà de l'aspect religieux d'origine et dépassant également les implications raciales ou politiques passées. Fréquemment écouté et chanté dans les cérémonies funéraires, ce cantique est symbolique de l'espoir qui persiste en dépit des épreuves.
La Bibliothèque du Congrès Américain en détient plus de 3 000 versions enregistrées en public. John Aitken, biographe de John Newton, estime que le morceau est joué environ 10 millions de fois par an dans le monde.

### Versions
- Si on joue cette mélodie en commençant sur do dièse, on constate que l'on n'utilise que les touches noires, parce qu'elle est fondée sur une gamme pentatonique.
- Chant religieux anglican à l'origine (ce qui transparaît dans ses paroles : le salut obtenu par la grâce divine ; la rédemption est toujours possible), sa mélodie est parfois reprise avec d'autres paroles (« Gloire à toi qui étais mort, Gloire à toi Jésus… »)[8] dans la liturgie catholique française, remplaçant une des anamnèses normalement prévues par le Missel Romain.
- Le succès du negro spiritual provoque également une renaissance de la mélodie d' Amazing Grace dans le domaine de la musique celtique. C'est un des airs les plus joués à la cornemuse écossaise et il est notamment enregistré par les Royal Irish Rangers, le 48th Highlanders et par le Bagad de Lann-Bihoué.
- La mélodie d'Amazing Grace a été adoptée pour l'un des chants les plus emblématiques du Carnaval de Dunkerque : l'Hymne à Co-Pinard. Par extension, des clubs sportifs locaux en ont fait leur hymne (Basket Club Maritime Gravelines Dunkerque Grand Littoral, Dunkerque Handball Grand Littoral...).
- Le club de football Lille Olympique Sporting Club s'est également inspiré de cette mélodie, pour composer son hymne.
- Au XXIe siècle, le groupe zoulou Ladysmith Black Mambazo le chante, pour partie en anglais, pour partie en langue zouloue.
- Une version punk rock a été reprise par les Dropkick Murphys.
- Une version jazz manouche a été réalisée par le groupe dunkerquois Swing Baraquin[9].
- Le 26 juin 2015, à la suite de la fusillade de l'église de Charleston, Barack Obama, président des États-Unis, entonne seul ce chant, au terme de l'éloge funèbre qu'il prononce en mémoire de Clementa Pinckney, le pasteur, et des huit fidèles assassinés, le 17 juin 2015, par Dylann Roof, « dans une église fréquentée par la communauté noire de Charleston, en Caroline du Sud »[10].
- La mélodie d'Amazing Grace est proche de celle d'une chanson traditionnelle coréenne, Arirang, très populaire en Corée. Les deux œuvres ont en commun le thème du dépassement de la souffrance et de l'espoir en un avenir meilleur. Plusieurs versions combinant Amazing Grace et Arirang existent, par exemple Amazing Arirang at Incheon Airport sur Youtube.

## Paroles
| Amazing grace, how sweet the sound, That saved a wretch like me! I once was lost but now I'm found, Was blind, but now, I see. 'Twas grace that taught my heart to fear, And grace, my fears relieved. How precious did that grace appear The hour I first believed. Through many dangers, toils and snares I have already come. 'T'is grace that brought me safe thus far, And grace will lead me home. The Lord has promised good to me, His word my hope secures; He will my shield and portion be, As long as life endures. Yes, when this flesh and heart shall fail, And mortal life shall cease, I shall possess, within the veil, A life of joy and peace. The earth shall soon dissolve like snow, The sun forbear to shine; But God, who called me here below, Will be forever mine. | Grâce étonnante, au son si doux, Qui sauva le misérable que j'étais ; J'étais perdu mais je suis retrouvé, J'étais aveugle, maintenant je vois. C'est la grâce qui m'a enseigné la crainte, Et la grâce a soulagé mes craintes. Combien précieuse cette grâce m'est apparue À l'heure où pour la première fois j'ai cru. De nombreux dangers, filets et pièges J'ai déjà traversés. C'est la grâce qui m'a protégé jusqu'ici, Et la grâce me mènera à bon port. Le Seigneur m'a fait une promesse, Sa parole affermit mon espoir ; Il sera mon bouclier et mon partage, Tant que durera ma vie. Oui, quand cette chair et ce cœur auront péri Et que la vie mortelle aura cessé, Je possèderai, dans l'au-delà, Une vie de joie et de paix. La Terre fondra bientôt comme de la neige, Le Soleil cessera de briller, Mais Dieu, qui m'a appelé ici-bas, Sera toujours avec moi. |

Partition moderne de lAmazing grace

Aux six couplets écrits par Newton, s'ajoute dans la tradition orale afro-américaine un septième couplet qui appartenait à l'origine à une chanson intitulée « Jerusalem, My Happy Home » et publiée en 1790 :
| When we've been there ten thousand years Bright shining as the sun, We've no less days to sing God's praise Than when we'd first begun. | Quand nous serons là depuis dix mille ans, Brillant d'un éclat semblable au soleil, Nous n'aurons pas moins de jours pour louer Dieu, Que lorsque nous avons commencé. |

## Reprises
Cette chanson a été enregistrée à de très nombreuses reprises, et ce notamment par les groupes ou interprètes suivants :
- Aimer[11]
- Aaron Neville[précision nécessaire]
- Rory Gallagher[précision nécessaire]
- Helmut Lotti[précision nécessaire]
- Susan Aglukark en a enregistré une version en inuktitut
- The Almost, dans leur chanson Amazing Because It Is (comprend un extrait du chant d'origine)
- Louis Armstrong[précision nécessaire]
- Bagad de Lann-Bihoué[précision nécessaire]
- Joan Baez, à l'ouverture du concert Live Aid en 1985
- Jeff Beck, lors d'un solo de guitare[précision nécessaire]
- Glen Campbell[précision nécessaire]
- Johnny Cash[précision nécessaire]
- Il Divo[précision nécessaire]
- Mariah Carey[précision nécessaire]
- Ray Charles[précision nécessaire]
- Bill Clinton[précision nécessaire]
- Judy Collins en 1970, interprétation qui permet à la chanson d'être inscrite au registre national des enregistrements (National Recording Registry) de la bibliothèque du congrès à Washington en 2016[12].
- Destiny's Child[précision nécessaire]
- Ani DiFranco[précision nécessaire]
- John Fahey[précision nécessaire]
- Dixie Chicks, interprétation audible dans l'épisode également intitulé « Amazing Grace » (en français : « Sous la glace ») de la série Mysterious Ways[réf. nécessaire]
- The Dixie Hummingbirds en 1946. Cette version a reçu le Grammy Hall of Fame Award en 2000[13].
- Dropkick Murphys[précision nécessaire]
- Tommy Emmanuel[précision nécessaire]
- Eternal (groupe) album Always & forever (1993)
- Faith Hill[précision nécessaire]
- Aretha Franklin[précision nécessaire]
- Declan Galbraith, album Declan (2002)
- Crystal Gayle, album He's Beautiful (1997)
- Al Green[précision nécessaire]
- Arlo Guthrie[précision nécessaire]
- Whitney Houston[précision nécessaire]
- Jennifer Hudson [vidéo] « Disponible », sur YouTube[14]
- Mahalia Jackson[précision nécessaire]
- Janis Joplin, album Farewell Song (1967)
- Katie Melua[précision nécessaire]
- Marcus Miller[précision nécessaire]
- Nana Mouskouri[précision nécessaire]
- Mika Nakashima (中島 美嘉), album TRUE
- Emiko Shiratori (白鳥 英美子)[précision nécessaire]
- Naturally Seven[précision nécessaire]
- Willie Nelson[précision nécessaire]
- Alan Jackson[précision nécessaire]
- Sinéad O'Connor[précision nécessaire]
- Pentatonix, album We Need a Little Christmas (2020)
- Cat Power and Dirty Delta Blues, album Dark Was The Night (2009)
- Elvis Presley[précision nécessaire]
- André Rieu[précision nécessaire]
- LeAnn Rimes[précision nécessaire]
- Demis Roussos[précision nécessaire]
- Ivan Rebroff, adaptation sous le titre Die Liebe lebt, album Zauber einer grossen Stimme 20 unvergängliche Welterfolge (1980)
- Carlos Santana[précision nécessaire]
- Mónica Naranjo, version en catalan[précision nécessaire]
- Avui vull agrair[15]
- Phish[précision nécessaire]
- Sonerien An Aod[précision nécessaire]
- Sufjan Stevens, album Songs For Christmas (2006)
- Rod Stewart[précision nécessaire]
- Ruben Studdard[précision nécessaire]
- Take 6[précision nécessaire]
- Tori Amos, sur une des éditions maxi-single de « Talula »
- Throwing Muses[précision nécessaire]
- U2, en introduction à Where the Streets Have No Name, lors de la tournée U2 360 Tour[16]
- Hayley Westenra[précision nécessaire]
- Susan Boyle, album I Dreamed A Dream (2009)
- Amira Willighagen dans un concert en 2016
- Victor Wooten, lors d'un solo de basse[précision nécessaire]
- Yes, solo de basse de Chris Squire sur 9012Live: The Solos (1985)
- Charlotte Church, album Voice Of An Angel (1998)
- Yann-Fañch Kemener, album Les grands airs celtiques (2000)
- Lizz Wright, album Fellowship (2010)
- The Groundhogs, album Who Will Save The World? (1971)
- Les Compagnons de la chanson, adaptation sous le titre Le vent d'un nouveau Monde[réf. nécessaire]
- The Blind Boys of Alabama, album Spirit of the century (2001)
- Vox Angeli, album Gloria (2009)
- Sarah Brightman[précision nécessaire]
- KOKIA[précision nécessaire]
- Thierry Mutin[17]
- Celtic Woman, album Songs From The Heart (2010)
- Les Prêtres, album Spiritus Dei (2010)
- The Kelly Family[précision nécessaire]
- Celtic Thunder, album It's Entertainment! (2010)
- Nolwenn Leroy, sur la réédition de son album Bretonne (2011)
- The Black Tartan Clan, album The Loyal Men (2010)
- Aoi Teshima, album Christmas Songs
- Bukowski, sur leur premier album également nommé Amazing Grace
- Connie Talbot[précision nécessaire]
- Wintley Phipps[18]
- Équipages de la flotte de Brest[précision nécessaire]
- Les Amies Louisianaises, album La Musique Unique des Acadiens (1997)
- New Gospel Family[précision nécessaire]
- Rockapella[précision nécessaire]
- UR2KAM, groupe estonien[précision nécessaire]
- Grace Bawden[précision nécessaire]
- The Yellow Hope project, solo de guitare[précision nécessaire]
- Bruce Keener[précision nécessaire]
- Black Swan Classic Jazz Band[précision nécessaire]
- Judy Collins, album The Very Best of Judy Collins (2001)

### Au cinéma et à la télévision
- Amazing Grace (film, 2006), réalisé par Michael Apted et écrit par Steven Knight, avec Ioan Gruffudd et Romola Garai : William Wilberforce tente de faire arrêter la traite des esclaves en Angleterre.
- Meryl Streep la reprend a cappella dans le film Le Mystère Silkwood de Mike Nichols, aux côtés notamment de Kurt Russell et de Cher.
- Dans Star Trek 2 : La Colère de Khan, lors de la cérémonie funèbre de Spock, Scotty entame la mélodie à la cornemuse puis finit par une version plus orchestrale.
- Une version a été enregistrée par l'équipe du film Maverick sous le nom de Maverick choir, avec notamment Mel Gibson et James Garner.
- Dans la série Stargate Atlantis, l'air est joué à la cornemuse dans l'épisode « Une question d'éthique ».
- Ashleigh Murray la reprend dans la série télévisée Riverdale.
- Vanessa L. Williams la reprend dans la série Desperate Housewives.
- Majandra Delfino la reprend dans l'épisode « Mort suspecte » de la saison 2 de la série Roswell.
- Dans Legends of Tomorrow, saison 3 épisode 14, La Genèse du Rock, Elvis Presley la chante en acoustique afin d'apaiser les âmes des défunts réveillés par le Totem de la Mort.
- Dans la saison 3 de Good Doctor, le docteur Claire Brown (Antonia Thomas) la reprend à la fin de l'épisode 4 lorsqu'elle disperse les cendres de sa mère défunte afin de lui rendre un dernier hommage.
- Dans Le Monde Incroyable de Gumball, saison 1 épisode 27 (intitulé  « Le Rencard »), les parents Fitzgerald interprètent Amazing Grace lors de l'enterrement de M.Doudou, l'araignée domestique de la famille.
- Dans Batman v Superman : L'Aube de la justice, le film la reprend lors des obsèques de Superman.
- Elle est chantée par l'équipage du bombardier B-17 "Memphis Belle" dans le film éponyme, lors du voyage entre la base et où sont parqué les avions. De plus, la BO du film reprend l'air de la chanson.
- Elle est chantée dans The K2 une série coréenne.
- Dans Notre-Dame brûle, à la fin du film, dans la scène de l'extinction du beffroi nord, la musique est reprise par Simon Franglen.

### Autres interprétations et utilisations
- Amazing Grace apparaît à plusieurs reprises dans le jeu Far Cry 5 (2018)[19].
- Une adaptation d'Amazing Grace est chantée traditionnellement au carnaval de Dunkerque dans le nord de la France. Cette adaptation porte le nom Hymne à Co Pinard, en hommage au plus célèbre tambour major de la bande de Dunkerque.[réf. nécessaire]
- Le chant est repris durant le grand spectacle du Festival interceltique de Lorient.[réf. nécessaire]
- L'hymne du LOSC est une adaptation d'Amazing Grace.[réf. nécessaire]
- Amazing Grace est interprétée par Eri Kawai dans Yakuza Kiwami (2016).